# Boklotteriets stipendiater 1957
Boklotteriet startade 1948 på initiativ av författaren Carl Emil Englund. Överskottet för Boklotteriet 1956 blev cirka 235 000 kronor. Antalet lotter för Boklotteriet 1956 var 600 000. På våren 1957 var det dags att utse stipendiater.
Följande författare belönades med stipendier våren 1957:
10 000 kronor
- Arvid Brenner
- Lars Gyllensten
- Stellan Arvidson

5 000 kronor
- Lars Forssell
- Alf Henrikson
- John Karlzén
- Arnold Ljungdal
- Moa Martinson
- Birgitta Trotzig
- Anna-Lisa Wärnlöf

3 000 kronor
- Hans Botwid
- Tora Dahl
- Lars Englund
- Elsa Grave
- Lars Göransson
- Owe Husáhr
- Björn von Rosen
- Erik Rosenberg
- Arne Sand
- Per Erik Wahlund

2 000 kronor
- Clas Engström
- Sara Lidman
- Göran Printz-Påhlson
- Anna Rydstedt
- Karl-Aage Schwartzkopf
- Beppe Wolgers

Specialstipendier
3 000 kronor
- Ivar Dahlberg
- John Landquist
- Ernst H. Thörnberg

Översättarstipendier
2 000 kronor
- Åke Ohlmarks
- Asta Wickman

Kritikernas stipendium till författare
3 000 kronor
- Willy Kyrklund

Författarnas stipendium till kritiker
3 000 kronor
- Ingemar Gustafson

Journaliststipendier
3 000 kronor vardera till
- Lennart Josephson
- Knut Lånström
- Ivar Öhman

Övriga stipendier
5 000 kronor
- Stig Sjödin

2 000 kronor
- Edgar P. Andersson
- Inga Collins
- Ann Margret Dahlquist-Ljungberg
- Allan Eriksson
- Einar Malm
- Pär Rådström
- Bertil Schütt
- Uno Stallarholm
- Margareta Suber-Topelius

1 500 kronor
- Jan Myrdal

1 000 kronor
- Lars Ahlin
- Ingeborg Björklund
- Arne Hirdman
- Gösta Pettersson
- Ingegerd Stadener
- Carl Elof Svenning

Stipendier till barn- och ungdomsförfattare
- Birgitta Bohman
- Olle Mattsson
- Hans Peterson
- Martha Sandwall-Bergström
- Viola Wahlstedt

Stipendium från Arbetarnas bildningsförbund som erhållit medel från Boklotteriet
5 000 kronor
- Walter Dickson

Stipendium från Aftonbladet som erhållit medel från Boklotteriet
- Per-Erik Rundquist  10000 kbronor

Stipendier från Landsbygdens stipendienämnd som erhållit medel från Boklotteriet
- Anna Lorentz  3333:34 kronor
- Emil Hagström  3333:33 kronor
- Per Nilsson-Tannér  3333:33 kronor

Stipendier från tidningen Vi som erhållit medel från Boklotteriet
- Birgit Tengroth  5 000 kronor
- Harriet Hjorth  2 500 kronor
- Birger Vikström  2 500 kronor

Stipendium från Fib:s lyrikklubb som erhållit medel från Boklotteriet
- Stig Sjödin

Boklotteriets stora pris dvs Litteraturfrämjandets stora pris 1957  
25 000 kronor
- Gunnar Ekelöf

Boklotteriets stipendiater för övriga år finns angivna i
- 1949 Boklotteriets stipendiater 1949
- 1950 Boklotteriets stipendiater 1950
- 1951 Boklotteriets stipendiater 1951
- 1952 Boklotteriets stipendiater 1952
- 1953 Boklotteriets stipendiater 1953
- 1954 Boklotteriets stipendiater 1954
- 1955 Boklotteriets stipendiater 1955
- 1956 Boklotteriets stipendiater 1956
- 1957 Boklotteriets stipendiater 1957
- 1958 Boklotteriets stipendiater 1958
- 1959 Boklotteriets stipendiater 1959
- 1960 Boklotteriets stipendiater 1960
- 1961 Boklotteriets stipendiater 1961
- 1962 Boklotteriets stipendiater 1962
- 1963 Boklotteriets stipendiater 1963
- 1964 Boklotteriets stipendiater 1964
- 1965 Litteraturfrämjandets stipendiater 1965
- 1966 Litteraturfrämjandets stipendiater 1966
- 1967 Litteraturfrämjandets stipendiater 1967
- 1968 Litteraturfrämjandets stipendiater 1968
- 1969 Litteraturfrämjandets stipendiater 1969
- 1970 Litteraturfrämjandets stipendiater 1970
- 1971 Litteraturfrämjandets stipendiater 1971
- 1972 Litteraturfrämjandets stipendiater 1972